# Trochamminopsis
Trochamminopsis es un género de foraminífero bentónico de la subfamilia Trochammininae, de la familia Trochamminidae, de la superfamilia Trochamminoidea, del suborden Trochamminina, y del orden Trochamminida. Su especie tipo es Trochammina pusilla. Su rango cronoestratigráfico abarca el Holoceno.

## Discusión
Clasificaciones previas incluían Trochamminopsis en el suborden Textulariina del orden Textulariida. Otras clasificaciones lo han incluido en el orden Lituolida.

## Clasificación
Trochamminopsis incluye a las siguientes especies:
- Trochamminopsis altiformis
- Trochamminopsis angulatus
- Trochamminopsis challengeri
- Trochamminopsis conicus
- Trochamminopsis irregularis
- Trochamminopsis lidoensis
- Trochamminopsis mombasaensis
- Trochamminopsis parvus
- Trochamminopsis pusilla
- Trochamminopsis quadriloba
- Trochamminopsis toddae
- Trochamminopsis xishaensis